# Kasteel van Westmalle
Het Kasteel van Westmalle is gelegen in het dorp Westmalle in de gemeente Malle.
De oorsprong van het kasteel gaat terug naar een grote versterkte boerderij, de Mansus de Trisco (Nederlands: Hoeve Ten Driessche), die gesticht was rond 1100. De boerderij was de residentie van de vertegenwoordigers, de meiers, van de hertogen van Brabant.
In 1449 werd het landgoed door Filips de Goede als hertog van Brabant aan Henri van der Moelen, gemeenteraadslid van Antwerpen verkocht. In 1505 kreeg zijn zoon, ridder Hendrik van der Moelen, alle feodale rechten van Filips I van Castilië (in de Nederlanden ook bekend als Filips de Schone). De kleinzoon van Hendrik, Evrard de Cottereau, bouwde het huidige kasteel in 1561. De dreef naar de kerk van Westmalle werd aangelegd in 1650.
In 1695 was de laatste erfgenaam van de familie Cottereau veel geld verschuldigd aan Pierre Farisau, en nadien aan zijn erfgenaam Filips Robijns. In 1702 werd het kasteel opgeëist door de schuldeisers, maar de rechtbank gaf het kasteel terug aan dame Moytray, de weduwe van de Cottereau. In 1738 erfde haar broer het kasteel en werd het verkocht aan de erfgenamen van Filips Robijns. Het kasteel had toen het aanzien van een versterkte burcht met monumentale poort, valbrug, dubbele omwalling en voorplein. 
Deze erfgenamen verkochten het kasteel aan Jacques Benoit Pauwens in 1743. De familie Pauwens woonde in het kasteel tot 1847. In 1829 renoveerde baron de Norman het kasteel. 
Zijn kinderen verkochten het kasteel in 1848 aan een Antwerpse diamanthandelaar, heer Bovie. Hij renoveerde het kasteel en er werd een tuin gecreëerd door de landschapsarchitect Koelich. Van 1874 tot 1878 behoorde het kasteel toe aan Louis Geelhand. Baron de Turck de Kersbeeck kocht het kasteel in 1878 en liet het gebouw herstellen en renoveren door architect Schadde. 
In 1914 erfde baron Alfons van der Straten Waillet het kasteel. Door deling onder zijn kinderen is het in 1973 overgegaan naar zijn 4de zoon, baron Jacques van der Straten Waillet. In 1978 werd het kasteel dat zijn uiterlijk van 1561 perfect heeft weten te bewaren, beschermd als monument. Na het overlijden van baron Jacques van der Straten Waillet in 1984 wordt het kasteel bewoond door zijn weduwe, geboren gravin Christiane de Lannoy, en zijn zuster jonkvrouw Marie-Josephe van der Straten Waillet.
Na het overlijden van de barones in 2022 werd het kasteel te koop gezet. De vraagprijs was 3,8 miljoen euro. De gemeente Malle besloot na een bevraging onder haar inwoners het kasteel aan te kopen. Die aankoop werd grotendeels gefinancierd door Stichting Kempens Landschap.